# Risques naturels en Andorre
Les glissements de terrain et les avalanches sont les principaux risques naturels en Andorre.

## Avalanches
Il y a un risque d'avalanche en Andorre de la mi-hiver jusqu'au début de l'été. Des méthodes de protection paravalanche sont mises en place telles que le déclenchement préventif à l'aide d'explosifs, la construction de paravalanches ou encore la compaction de la neige,.

### Avalanche d'Arinsal de 1996
L'avalanche d'Arinsal de 1996 fut une avalanche de poudreuse particulièrement importante. Elle fit suite à plusieurs jours d'importantes chutes de neige dans un contexte de grand vent . A 19 heures, le 8 février 1996, l'avalanche détruisit plusieurs voitures et bâtiments incluant des bars, des hôtels et des immeubles en construction. L'évacuation des touristes et des résidents avait été achevée une heure et demie avant l'avalanche. Il n'y eut donc pas de perte de vie humaine, mais les répercussions économiques liées aux dégâts furent importantes,. À la suite de cette avalanche, le gouvernement ordonna la construction d'un barrage contre les avalanches au travers de la vallée d'Arinsal en vue d'arrêter les avalanches futures. Celui-ci, haut de 16 mètres, long de 320 mètres, coûta 52 millions de francs et nécessita 115 000 m3 de terre et 11 000 m3 de rochers.

### Avalanche du Pas de la Case de 1970

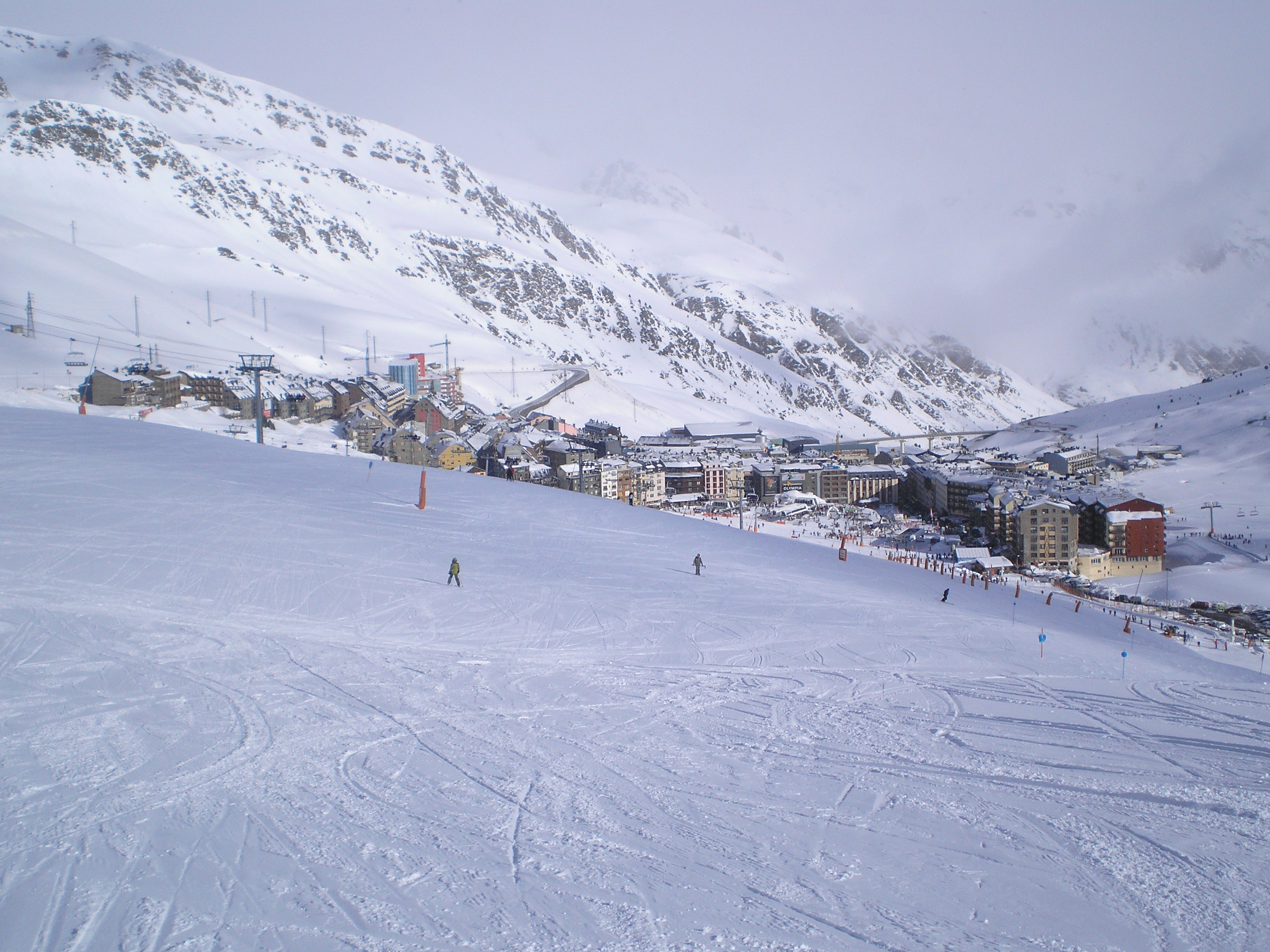
Le Pas de la Case en hiver

L'avalanche de 1970 fut une avalanche de poudreuse qui se produisit après une intense tempête de neige qui laissa plus de 2 mètres de neige fraîche sur les pentes déjà enneigées surplombant le Pas de la Case. L'avalanche débuta à une altitude de 2640 mètres, sur les pentes du pic d'Envalira (2 825 m), et accéléra sur une pente inclinée à 35°, puis traversa six lacets de l'ancienne route CG-2 avant d'atteindre le village, détruisant plusieurs bâtiments dont un hôpital et tuant une infirmière. À l'époque le Pas de la Case comptait bien moins de bâtiments que de nos jours, les dommages furent donc relativement limités. Dans les années qui suivirent, avec le développement de la station de ski, des plans de protection paravalanche furent étudiés mais ce n'est qu'en 1985 que furent mis en place de véritables dispositifs. La nouvelle route CG-2 traverse le tunnel d'Envalira et évite donc le Pas de la Case.

## Tremblements de terre
Les Pyrénées, la Catalogne et l'Andorre connaissent de fréquents tremblements de terre. Cependant leur magnitude est généralement inférieure à 2 sur l'échelle de Richter. Des tremblements de terre ayant causé des dégâts ont été documentés dans le passé comme dans l'Alta Ribagorça en 1373 ou en Cerdagne en 1428. Plus récemment, un tremblement de terre de magnitude 4,2 s'est produit le 5 octobre 1999 aux environs de Bagnères-de-Luchon en France et a été ressenti en Andorre. Le tremblement de terre le plus important survenu dans les Pyrénées au cours dernières années s'est produit en 1996 près de Perpignan et présentait une magnitude de 5,2. Tous ces éléments ont amené le gouvernement andorran à étudier la possibilité d'un tremblement de terre destructeur en Andorre.

## Glissements de terrain
Les glissements de terrain et chutes de pierres sont fréquents en Andorre, et suivent des périodes de fortes précipitations.
Un glissement de terrain le 25 janvier 2008, déposa 4 000 m3 de terre et de rochers sur la route CG-3 entre La Massana et Ordino, la bloquant pour trois jours. Le glissement a également enseveli un parking et plusieurs voitures. Personne ne fut blessé ou tué, mais les résidents d'un immeuble situé à proximité furent évacués et le bâtiment est depuis resté vacant.
Les glissements de terrain peuvent entraver les communications entre l'Andorre et les pays voisins. Le 10 août 2019, l'effondrement d'un pan de montagne vers Sant Julià de Lòria coupe pendant quelques heures la circulation à la frontière entre l'Andorre et l'Espagne. De la même manière, la frontière entre l'Andorre et la France est restée fermée pendant près d'un mois en mai 2019 à la suite d'un important glissement de terrain sur la RN 22 française.

## Feux de forêt

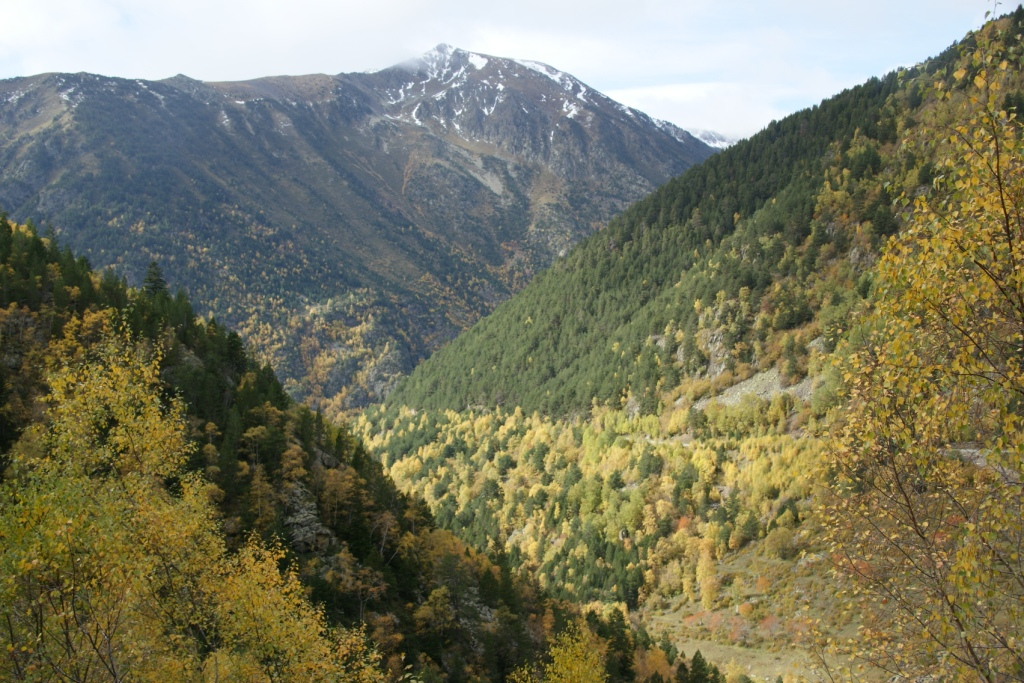
Pentes boisées dans le parc naturel de Sorteny

Les feux de forêt sont un autre risque naturel de l'Andorre. Entre 1962 et 2005, plus de mille incendies ont été comptabilisés dans le pays, ce qui représente environ vingt feux de forêt par an. Il n'y a cependant jamais eu de feu de forêt mortel dans la principauté,. Les incendies sont principalement d'origine anthropique et se déclenchent davantage dans les prairies que les forêts. Ils sont plus fréquents au mois de mars et surviennent généralement en fin d'après-midi. La paroisse la plus touchée par les feux de forêt est celle d'Andorre-la-Vieille devant Sant Julià de Lòria et Escaldes-Engordany. Il s'agit de feux s'étendant sur de petites surfaces, dépassant rarement les 1000 m². Les incendies les plus importants furent celui de Ransol en 1973 (100 hectares), de Sispony en 1984 (70 hectares) et du port d'Envalira en 1986 (20 hectares).

## Inondations

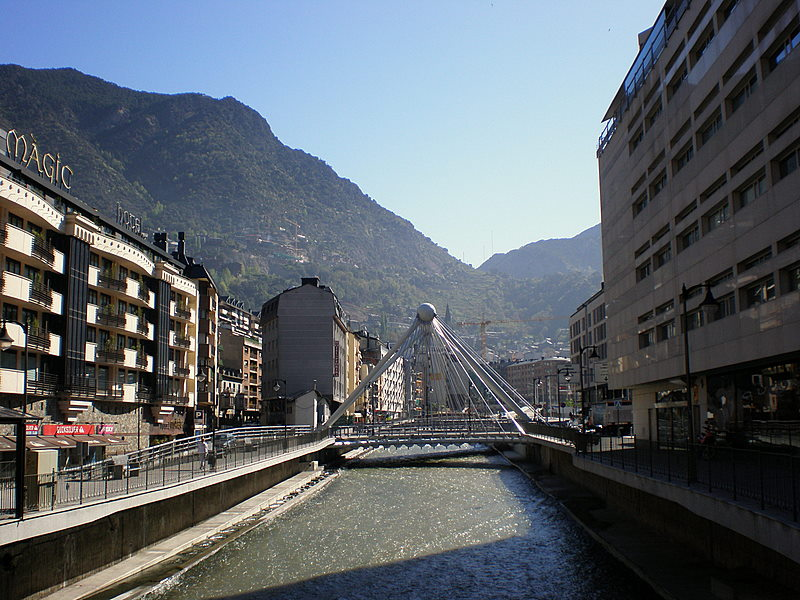
Canalisation de la Valira à Andorre-la-Vieille

Les torrents et cours d'eau andorrans sont susceptibles de causer des inondations en cas de précipitations importantes. Ce phénomène lorsqu'il est particulièrement violent et de ce fait très destructeur porte en catalan le nom d'aiguat. Deux aiguats ont frappé l'Andorre au cours du XXe siècle, l'un en 1937 et l'autre en 1982. Leur survenue a par la suite profondément modifié la politique d'aménagement du territoire.
Mais des phénomènes de moindre ampleur continuent d'avoir lieu dans le pays au XXIe siècle. Le débordement du Runer à la frontière hispano-andorrane en 2008 a ainsi conduit à une fermeture momentanée de la frontière. Le 21 juillet 2015, le débordement du riu d'Aixirivall à la suite de fortes pluies a également provoqué une inondation à Sant Julià de Lòria.